# Gerhard Ecker (Politiker)
Gerhard Ecker (* 4. August 1957 in Augsburg) ist ein deutscher Politiker (SPD) und Experte für Kommunalfinanzen. Von 2012 bis 2020 war er Oberbürgermeister der Stadt Lindau in Bayern.

## Werdegang
Nach einer  Ausbildung zum Industriekaufmann erlangte Gerhard Ecker 1978 auf dem zweiten Bildungsweg das Abitur, was ihm ein Studium der Rechtswissenschaften mit dem Schwerpunkt Wirtschaft und Finanzen ermöglichte. 1992 promovierte er.
Ecker hatte danach als Stadtrat mehrere Ämter in der Stadtverwaltung von Augsburg inne, unter anderem war er zuständig für Finanzen der Stadt (Kämmerer) sowie Personal und Sport. Außerdem war er in den Jahren 2006 bis 2012 Aufsichtsrat beim FC Augsburg. Ecker gilt als Fachmann für Kommunalfinanzen; seit 1990 ist er Experte für Kommunalfinanzen im Bayerischen Innenministerium, zudem gab er  Fachveröffentlichungen heraus.
Am 26. Februar 2012 wurde er zum Oberbürgermeister der Großen Kreisstadt Lindau gewählt. Als gemeinsamer Kandidat von SPD, Freien Wählern und ÖDP siegte er mit 60,3 Prozent der Stimmen gegen Klaus Tappeser, der für die CSU antrat und  39,7 Prozent der Stimmen holte. Am 1. April 2012 trat Gerhard Ecker das Amt an. Am 21. Januar 2018 wurde er bei zwei Mitbewerbern im ersten Wahlgang mit 55,1 Prozent der Stimmen für weitere sechs Jahre gewählt.
Am 30. April 2020 beendete er nach acht Jahren seine Amtszeit vorzeitig, um u. a. eine gleichzeitige Stadtrats- und OB-Wahl möglich zu machen. Bei der Oberbürgermeisterwahl 2020 trat er nicht mehr an.
Ecker ist seit 1978 mit Ulrike Ecker, einer Goldschmiedemeisterin, verheiratet; mit ihr hat er zwei Kinder.

## Werke
Gerhard Ecker (Hrsg.): Kommunalabgaben in Bayern, Carl Link Kommunalverlag, Köln 2013, ISBN 978-3-556-92015-2.